# 王鉴 (汉赵)
王鉴（278年—318年），十六国时汉国大臣。

## 生平
刘聪任命他为尚书令。刘聪同时册立三皇后，大臣陈元达竭力劝谏，刘聪不听，把陈元达转为闲职。王鉴与太尉范隆等都抗表逊位，迫使刘聪收回成命。
318年，中常侍王沈的养女容颜美丽，刘聪又立王氏为左皇后，尚书令王鉴、中书监崔懿之、中书令曹恂等人劝谏不成。刘聪收捕王鉴等人送往刑场斩首。王鉴等人临刑前，王沈用手杖叩击他们说：“无用奴才，还能再作恶吗？你公公我关你们什么事！”王鉴目叱骂说：“竖子！覆灭大汉的人，正是你这样的鼠辈和靳准之流！我一定要向先帝控告，把你拘到地下治罪。”靳准对王鉴说：“我受诏拘捕你，有什么不对，你却说因为我汉国覆灭？”王鉴说：“你杀死皇太弟，使主上获不友的恶名。国家畜养你这样的人，怎能不灭亡！”王鉴于是被杀。